# Tony Scott (Musiker)

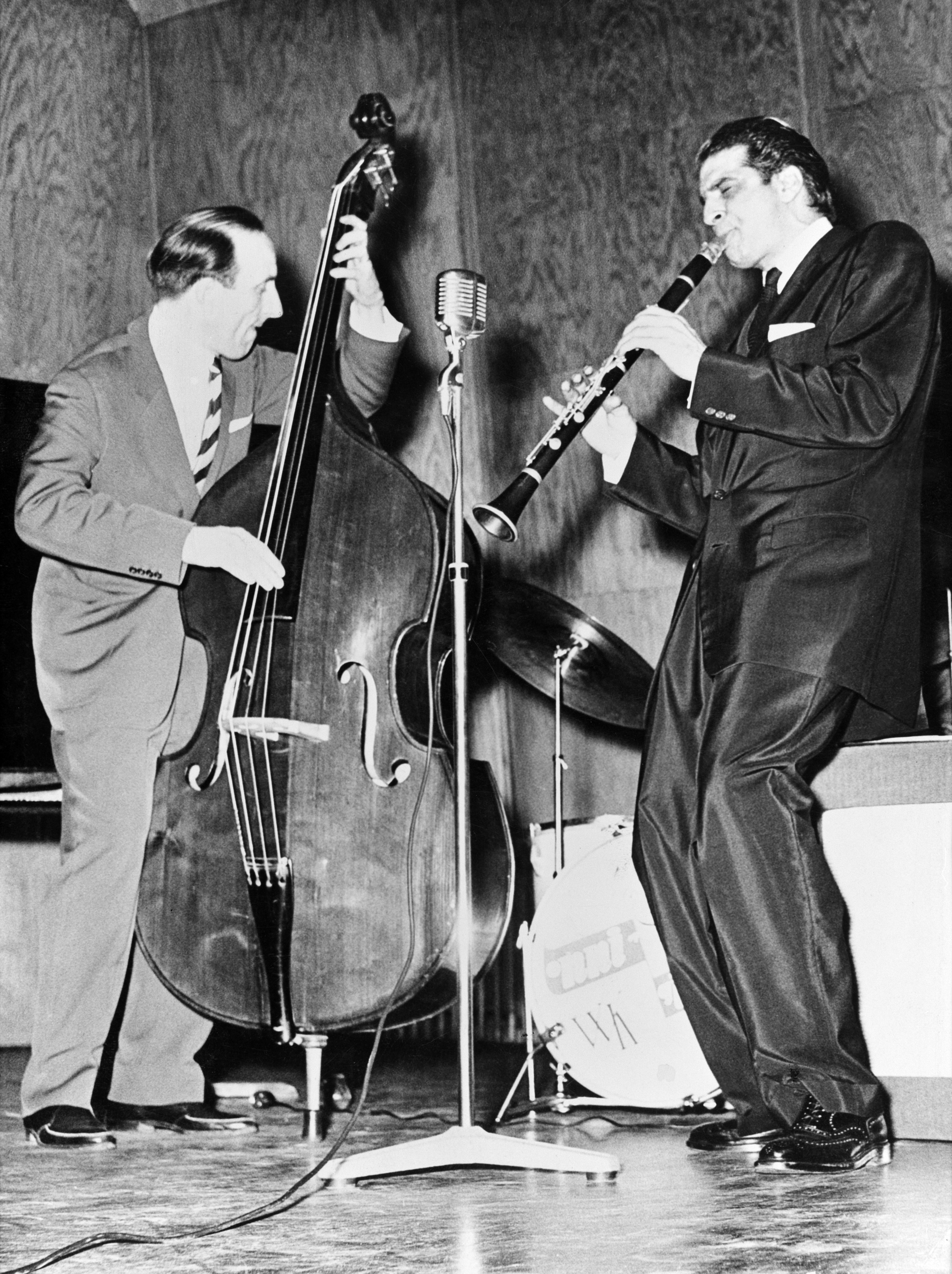
Erik Lindström (Kontrabass) und Tony Scott (Klarinette).

Tony Scott (* als Anthony Joseph Sciacca am 17. Juni 1921 in Morristown, New Jersey; † 28. März 2007 in Rom) war ein US-amerikanischer Jazzmusiker (Klarinette, Saxophon, Electronics, Komposition).

## Leben und Wirken
Scott wurde als Sohn sizilianischer Einwanderer in New Jersey geboren, sang ab dem Alter von sieben Jahren und hatte Erfolge als Instrumentenimitator. Er studierte von 1939 bis 1942 an der Juilliard School in New York, dann beim Komponisten Stefan Wolpe. Er fand bald zum Jazz, war beeindruckt von den Balladen Ben Websters und den Improvisationen Dizzy Gillespies und Charly Parkers („Er ist mein Idol“). 1941 nahm er bereits an den Bebopsessions in Minton’s Playhouse teil. Während seines dreijährigen Militärdienstes spielte er in Big Bands, Swingformationen, aber auch Dixieland-Bands. Bis 1953 spielte er dann als Klarinettist, Saxophonist und Pianist bei Buddy Rich, Ben Webster, Sid Catlett, Trummy Young, Earl Bostic, Charlie Ventura, Claude Thornhill und Duke Ellington.
Ab 1953 leitete er eigene Gruppen, begleitete aber auch Harry Belafonte, Billie Holiday und Sarah Vaughan, für die er auch arrangierte. Er spezialisierte sich auf die Klarinette, gewann vier Mal den Down-Beat-Poll und festigte seinen Ruf als wichtiger neuer Vertreter des Instruments. Er zählte zum Kern der New Yorker Jazzszene; ihm wurde „der mächtigste Sound aller Klarinettisten“ nachgesagt. 1957 war er mit seiner Band sieben Monate auf Tournee (Europa und Afrika). 1959 verließ Scott die Vereinigten Staaten, um die nächsten sechs Jahre im Fernen Osten zu leben und zu arbeiten.
Er spielte unter anderem in Japan, Indonesien, Thailand und Südvietnam mit Musikern der Gastländer, war aber auch als Jazzlehrer aktiv. Er nahm die klassische Musik dieser Länder auf und trat 1961 auf dem ersten Jazzfestival in Hongkong ebenso auf wie 1962 beim ersten japanischen Jazzfestival. Auf Bali trat er mit einem Gamelan-Orchester in Tempeln auf; in Japan spielte er 1964 mit Hōzan Yamamoto auf der Shakuhachi und Shinichi Yuize auf der Koto die Platte Music for Zen Meditation ein, die eine der ersten Ethnojazz-Produktionen ist und sich zum Bestseller entwickelte. Dieses Album machte Scott, den Pionier der Weltmusik, über die Jazz-Szene hinaus bekannt.
Nebenbei ging aus seinem Quartett mit Bill Evans dessen Trio hervor.
1965 kam er nach New York City zurück, wo er ein Jazzquartett leitete, das Elemente der ethnischen Musik in sein Spiel integrierte und auf dem Newport Jazz Festival auftrat. 1967 spielte er einerseits mit den Indonesian All Stars um Bubi Chen eine Platte mit indonesisch geprägtem Jazz ein, andererseits entwickelte er mit Sitar- und Tablaspieler Collin Walcott zusammen indisch geprägte Jazzmusik und nahm mit ihm das Album Music for Yoga Meditation and Other Joys auf und 1969 das Album Homage To Lord Krishna, an dem auch Attila Zoller und Richard Davis beteiligt waren.
In den 1970er Jahren ging Scott nach Italien und ließ sich 1972 in Rom nieder, wo er bis zu seinem Tod lebte und zunächst mit dem Pianisten Romano Mussolini arbeitete. In den frühen achtziger Jahren legte er eine eindrucksvolle musikalische Studie über Billy Strayhorns Komposition Lush Life als Doppel-CD vor, die er in unterschiedlichen Konstellationen (u. a. mit Bill Frisell und Ed Schuller, aber auch mit seiner Tochter, Monica Sciacca) und auf verschiedenen Instrumenten interpretierte. In den späten 1980ern beschäftigte er sich mit elektro-akustischen Klanglandschaften. In den 1990er Jahren trat er regelmäßig mit Jazz-Combos und einer Big Band auf und spielte diverse Platten ein.

## Diskographische Hinweise
- Both Sides of Tony Scott (Clous, 1956) mit Dick Garcia, Mundell Lowe, Milt Hinton, Teddy Kotick, Osie Johnson, Shadow Wilson
- The Essential Billie Holiday – Carnegie Hall Concert
- The Complete Tony Scott (RCA, 1956) mit John Carisi, Clark Terry, Thad Jones, Bernie Glow, Gigi Gryce, Zoot Sims, Frank Wess, Sahib Shihab, Bill Evans, Freddie Green, Osie Johnson & Paul Motian
- Dedications, (Line, 1959)
- Sung Heroes (Sunnyside, 1959) mit Bill Evans, Juan Suastre, Shinichi Yuizi, Scott LaFaro, Paul Motian
- Music for Zen Meditation (Verve, 1964) mit Hozan Yamamoto
- Music for Yoga meditation and other Joys (Verve, 1968) mit Collin Walcott
- A Day in New York (Fresh Sound Records) mit Clark Terry, Jimmy Knepper, Sahib Shihab, Bill Evans, Henry Grimes, Milt Hinton, Paul Motian
- African Bird (Soul Note, 1981–1984) mit Glenn Ferris, Chris Hunter, Giancarlo Barigozzi
- Djanger Bali. Tony Scott and the Indonesian All Stars. (MPS record series Jazz meets the World, 1967, produced by Joachim Ernst Berendt). mit Tony Scott (clarinet), Bubi Chen (piano, siter), Jack Lesmana (guitar), Marjono (tenor saxophone, flute, vocal), Yopi Chen (double bass), Benny Mustafa (drums).
- Golden Moments. (Muse Records, 1982. Aufnahmen von 1959). Tony Scott (clarinet), Bill Evans (piano), Jimmy Garrison (double bass), Pete Laroca (drums).
- I'll Remember. (Muse Records, 1984, Aufnahmen von 1959). Tony Scott (clarinet), Bill Evans (piano), Jimmy Garrison (double bass), Pete Laroca (drums).
- Lost Tapes, Germany 1957 and Asia 1962 (Jazzhaus, ed. 2014)